# Jules Detry (chanoine)
Pour les articles homonymes, voir Detry.
Ne doit pas être confondu avec Jules Detry (ingénieur).
Jules Detry est un chanoine belge, également explorateur et ethnographe, né à Woluwe-Saint-Pierre le 11 décembre 1905 et mort à Martigny dans la nuit du 23 au 24 mars 1980. Chanoine dans l'Ordre des Chanoines réguliers du Grand-Saint-Bernard, Detry a été directeur général des Stations de Plein Air de l'Abbé Froidure, cadre de sa participation à la Résistance en Belgique, ainsi qu'aumônier de la reine Marie-José d'Italie de 1955 à 1980.

## Biographie
Jules Detry naît au sein d'une famille namuroise qui donne diverses personnalités, dont plusieurs chanoines, au cours des temps. Il est ainsi le petit-fils d'un autre Jules Detry (1846-1919), ingénieur, directeur des Glaceries d'Auvelais et inventeur. Par sa grand-mère paternelle, Detry est en outre un descendant de Thomas Bonehill, ingénieur métallurgiste célèbre du Hainaut.  
Éduqué dans un collège privé en Suisse, Jules Detry est un sportif hors pair pratiquant une dizaine de disciplines, aux rangs desquels l'aviation, la boxe et l'alpinisme,. 
Dès 1929, il entreprend des études de marine et est élève officier dans la Royal Navy. Revenu en Belgique, il suit des cours de pilotage auprès de la SA d’Exploitation et de Représentation d’Aéronautique (AERA) à Deurne, dont les activités sont déplacées au Zoute en été. Survolant le Grand-Saint-Bernard à bord d’un avion de tourisme qu’il pilote, l’appel des lieux et de Dieu se fait pressant et il déclare « c’est ici que je ferai ma vie ». 
Mobilisé en octobre 1939, il rejoint la Belgique pour un stage d’aviation militaire, et obtient l’autorisation de suivre les cours de l’Université de Louvain. Il entre au Collège américain de ladite université, et du 1er octobre 1939 au 30 septembre 1940, est inscrit à la Schola Minor de la Faculté de Théologie. Il prononce ses vœux perpétuels le 17 juillet 1941 et est ordonné prêtre le 21 septembre. Il entre aux Stations de plein Air de l'abbé Froidure, dont il assume la direction générale lors de l'arrestation de ce dernier, et est un résistant fort actif. Il recevra la Médaille de la Résistance. 
Il regagne ensuite la Suisse.
Passionné d'ethnographie, Detry se rend au Tibet en 1946 et parvient en août 1947 à filmer pour la première fois la danse des lamas, spectacle interdit aux non-Bouddhistes. En novembre 1948, il part en Afrique, au Congo belge. Son objectif : l’ascension du Ruwenzori. Il effectue ensuite un voyage à la rencontre des Pygmées, et enregistre un disque 78 tours sur ce sujet, alors qu'il donne de nombreux entretiens et conférences dans différents pays.
Outre ses conférences, Jules Detry photographie beaucoup, et écrit tant pour des journaux que pour des revues spécialisées. En 1951, il est désigné comme chargé de mission de l’Institut Universitaire des Territoires d’Outre-Mer d’Anvers ; il retourne au Congo, où il fait trois ascensions dans les monts de la Lune et réside plusieurs mois dans la grande forêt équatoriale. L'année suivante, Detry est désigné par le gouvernement belge pour diriger une grande expédition scientifique au Ruwenzori, au Congo belge. 
Ses explorations le mènent encore  en 1958 au Sikkim et au Népal et finalement en Éthiopie en 1961-1962, où il faillit perdre la vie dans la région du Nil Bleu. De 1951 à 1963, il suit pas moins de quinze cours donnés à l’Institut d’Anthropologie de l’Université de Genève. 
Il meurt en 1980 et est inhumé au cimetière de Martigny dans la chapelle-caveau des Chanoines du Grand-Saint-Bernard.